# Stanyarne Wilson

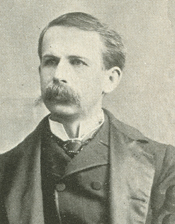
Stanyarne Wilson, 1896

Stanyarne Wilson (* 10. Januar 1860 in York, York County, South Carolina; † 14. Februar 1928 in Spartanburg, South Carolina) war ein US-amerikanischer Politiker. Zwischen 1895 und 1901 vertrat er den Bundesstaat South Carolina im US-Repräsentantenhaus.

## Werdegang
Stanyarne Wilson besuchte die Kings Mountain Military School und studierte danach an der Washington and Lee University in Lexington (Virginia). Nach einem anschließenden Jurastudium und seiner Zulassung als Rechtsanwalt begann er in Spartanburg in seinem neuen Beruf zu arbeiten. Außerdem war er als Goldschürfer und in der Eisenverarbeitung tätig. Wilson stieg auch in die Baumwollproduktion ein. Neben diesen Aktivitäten begann er auch eine politische Laufbahn als Mitglied der Demokratischen Partei. Zwischen 1884 und 1886 sowie nochmals von 1890 bis 1892 war er Abgeordneter im Repräsentantenhaus von South Carolina. Danach saß er zwischen 1892 und 1895 im Staatssenat. Im Jahr 1895 war er Delegierter auf einer Versammlung zur Überarbeitung der Verfassung von South Carolina.
Bei den Kongresswahlen des Jahres 1894 wurde Wilson im vierten Wahlbezirk von South Carolina in das US-Repräsentantenhaus in Washington, D.C. gewählt. Dort trat er am 4. März 1895 die Nachfolge von George W. Shell an. Nach zwei Wiederwahlen konnte er bis zum 3. März 1901 drei Legislaturperioden im Kongress absolvieren. In diese Zeit fielen der Spanisch-Amerikanische Krieg von 1898 und die damit verbundenen Gebietsgewinne der Vereinigten Staaten. Unabhängig davon kam auch das ehemalige Königreich Hawaiʻi unter amerikanische Verwaltung.
Nach seiner Zeit im US-Repräsentantenhaus arbeitete Stanyarne Wilson wieder als Anwalt in Spartanburg. Im Jahr 1913 verlegte er seinen Wohnsitz und seine Kanzlei nach Richmond, die Hauptstadt von Virginia. Im Januar 1928 kehrte er nach Spartanburg zurück, wo er am 14. Februar desselben Jahres verstarb.